# Thors Tårn (højhus)
 For alternative betydninger, se Thors Tårn. (Se også artikler, som begynder med Thors Tårn)
Thors Tårn er et højhus i 19 etager i bydelen Thors Bakke i Randers. Bygningen rummer boliger fra 1-19 etage, med både ejerlejligheder og lejemål. Højhuset er Randers højeste bygning og måler 64,5 meter, fra hovedindgangen til toppen. Byggeriet stod færdigt i sommeren 2021. Bygningen er opført med underliggende parkeringskælder samt cykelparkering i stueplan. Thors Tårn er tegnet af Arkitema.

## Historien
I december 2007 godkendte Randers byråd den første plan, om et højhus på Thors Bakke. Bygningen var tegnet af Arkitema og målte 90 meter i højden. Højhuset var en del af en større plan for den nye bydel Thors Bakke, efter at Thor (bryggeri) lukkede i 2003. Biograf, ældreboliger, indkøb- og shoppingmuligheder samt højhuset, var alle dele af den samlede plan.
Efter 10 år blev højhusprojektet genoptaget. Denne gang med 21 etager og 78 meter højt. Randers Arkitekten stod bag de nye tegninger til bygningen og Randers byråd bakkede endnu engang op om projektet. Projektet løb dog igen ud i sandet, da økonomien viste sig ikke at hænge sammen.
En ny plan blev hurtigt iværksat, med ny bygherre på projektet. Bygningen blev igen tegnet af Arkitema K/S, denne gang i 18 etager og et nyt design. D.15 August blev første spadestik til byggeriet taget, og højhuset var nu på vej efter 12 års planlægning. Bygningen havde nu fået tilføjet en ekstra etage, og endte dermed på 19 etager.